# Parafia Świętych Apostołów Piotra i Pawła w Czereszu
Parafia Świętych Apostołów Piotra i Pawła w Czereszu – parafia rzymskokatolicka terytorialnie i administracyjnie znajdująca się w archidiecezji lwowskiej, w dekanacie Czerniowce. W parafii posługują księża archidiecezjalni. Według stanu na marzec 2024 proboszczem parafii był ks. Adam Sekula z parafii MB Bolesnej w Krasnoszorze, którego probostwo w Czereszu wynika z zasad przynależności posługi.